# 王士
王士（？—225年），字義強，廣漢郪人，三國時期蜀漢將領。

## 生平
劉備入蜀後，被舉為孝廉，後歷任符節長、牙門將、宕渠太守、犍為太守。
公元225年，諸葛亮南征，王士轉任為益州太守，要南行時，不幸為蠻夷所害。

## 從兄弟
- 王甫，字國山，隨劉備征吳，敗於秭歸，遇害。
- 王商，字文表，[5]曾為劉璋辟為治中，代理蜀郡太守。